# Dankon, amiko!
Dankon, amiko! (Merci, ami!) est un livre originellement écrit en espéranto par Claude Piron en 1990.

## Histoire
En se réveillant au petit matin, Rikardo (Richard) découvre qu'il s'est fait voler son argent par Janĉjo, un jeune homme qu'il avait rencontré trois jours plus tôt et avec lequel il s'était lié d'amitié. Se retrouvant dans un pays étranger sans un sou, Rikardo va tenter de s'en sortir avec comme principal objectif de rentrer chez lui.